# Noiembrie 2000
Acest articol este generat integral pe baza informațiilor din articolul 2000 și este actualizat periodic de un robot.
 Editările făcute în articol vor fi șterse la următoarea actualizare! Dacă doriți să faceți modificări, editați articolul-sursă.

ianuarie -
februarie -
martie -
aprilie -
mai -
iunie -
iulie -
august -
septembrie -
octombrie -
noiembrie -
decembrie
Noiembrie 2000 a fost a unsprezecea lună a anului și a început într-o zi de miercuri.

## Evenimente
- 9 noiembrie: Tribunalul București declară începerea procedurii de lichidare a Credit Bank.
- 26 noiembrie: Alegeri prezidențiale în România. Prezența la vot este de 65,31%. După primul scrutin Ion Iliescu conduce cu 36,35%, urmat de Corneliu Vadim Tudor 28,34% care se clasifică pentru al 2-lea scrutin.
- 27 noiembrie: În România se produce o mobilizare generală pentru a diminua șansele lui CV Tudor de a deveni președintele României. Mai multe personalități de prestigiu care l-au contestat consecvent pe Ion Iliescu îndeamnă electoratul să-l aleagă pe Ion Iliescu. Regele Mihai, Doina Cornea sau Ion Diaconescu susțin candidatura lui Iliescu pe principiul „dintre două rele trebuie să alegi răul mai mic”.[1]

## Nașteri
- 3 noiembrie: Sergino Dest, fotbalist american
- 7 noiembrie: Claudiu Petrila, fotbalist român
- 14 noiembrie: Andreea Ana, luptătoare română
- 20 noiembrie: Paulina Skrabytė, cântăreață lituaniană
- 25 noiembrie: Kaja Juvan, jucătoare de tenis slovenă

## Decese
- 1 noiembrie: Steven Runciman (James Cochran Stevenson Runciman), 97 ani, istoric britanic (n. 1903)
- 7 noiembrie: Ingrid a Suediei (n. Ingrid Victoria Sofia Louise Margareta), 90 ani, soția regelui Frederick al IX-lea al Danemarcei (n. 1910)
- 7 noiembrie: Boris Zahoder, poet rus (n. 1918)
- 12 noiembrie: Henry Mălineanu, compozitor și dirijor român (n. 1920)
- 13 noiembrie: Gheorghe Ghimpu, politician moldovean și patriot român (n. 1937)
- 14 noiembrie: Barbu Zaharescu (n. Bercu Zuckerman), 94 ani, economist român (n. 1906)
- 16 noiembrie: Laurențiu Ulici, 57 ani, critic literar român (n. 1943)
- 17 noiembrie: Louis Eugène Félix Néel, 95 ani, fizician francez, laureat al Premiului Nobel (1970), (n. 1904)
- 18 noiembrie: Anghel Mora, actor român (n. 1949)
- 20 noiembrie: Kalle Päätalo (Kaarlo Alvar Päätalo), 81 ani, romancier finlandez (n. 1919)
- 25 noiembrie: Nicolae Florei, 73 ani, solist român de operă (bas), (n. 1927)
- 27 noiembrie: Elena Cernei, 76 ani, solistă română de operă (mezzosoprană), (n. 1924)
- 30 noiembrie: Stela Furcovici, 46 ani, actriță română (n. 1954)